# Sanguinaria canadensis
Sanguinaria canadensis, la sanguinaria, es una planta con flores perenne, herbácea natural del este de Norteamérica de Nueva Escocia, Canadá a la Florida, Estados Unidos. Es la única especie del género monotípico Sanguinaria de la familia Papaveraceae.

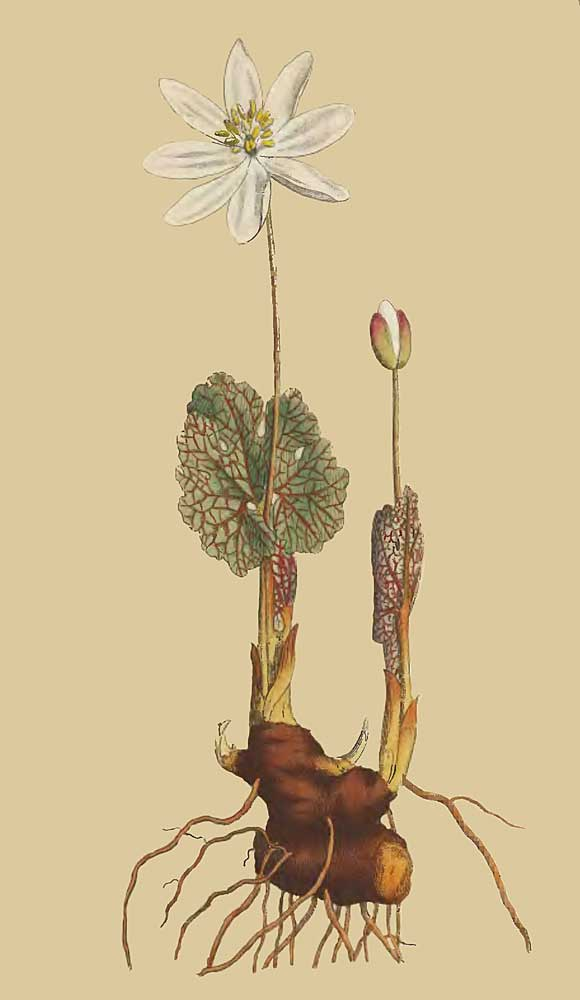
Ilustración

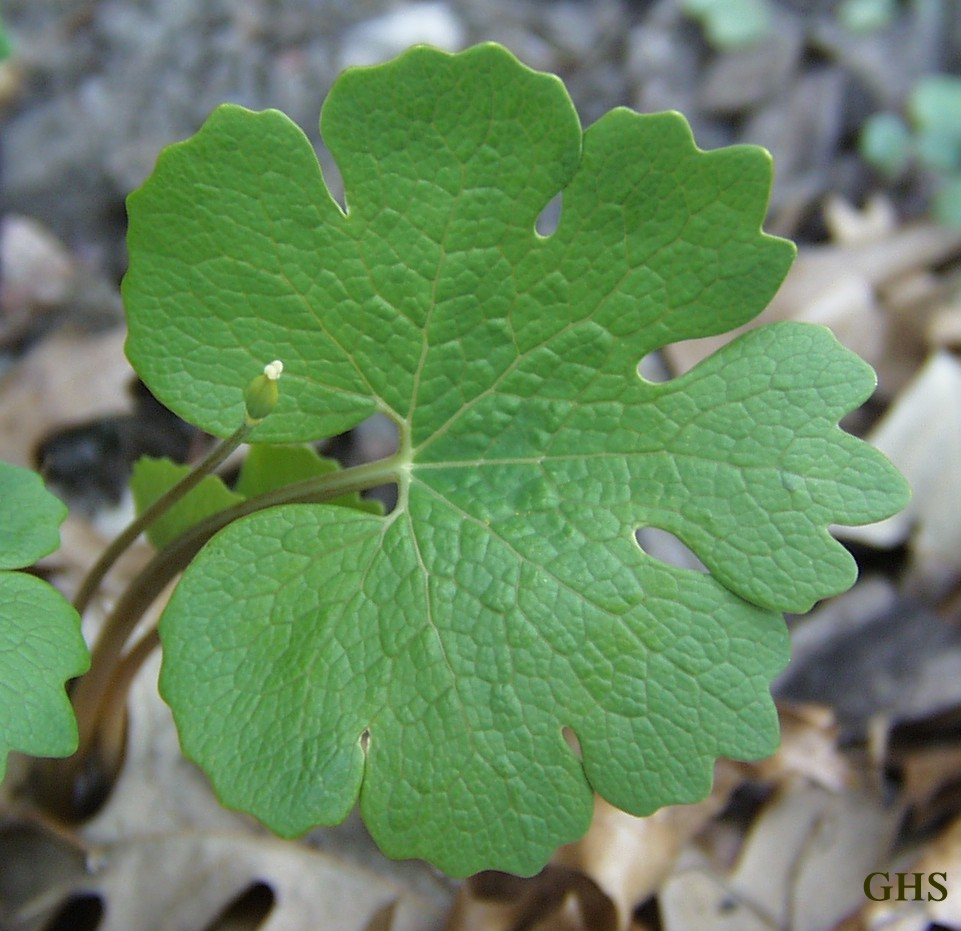
Detalle de las hojas

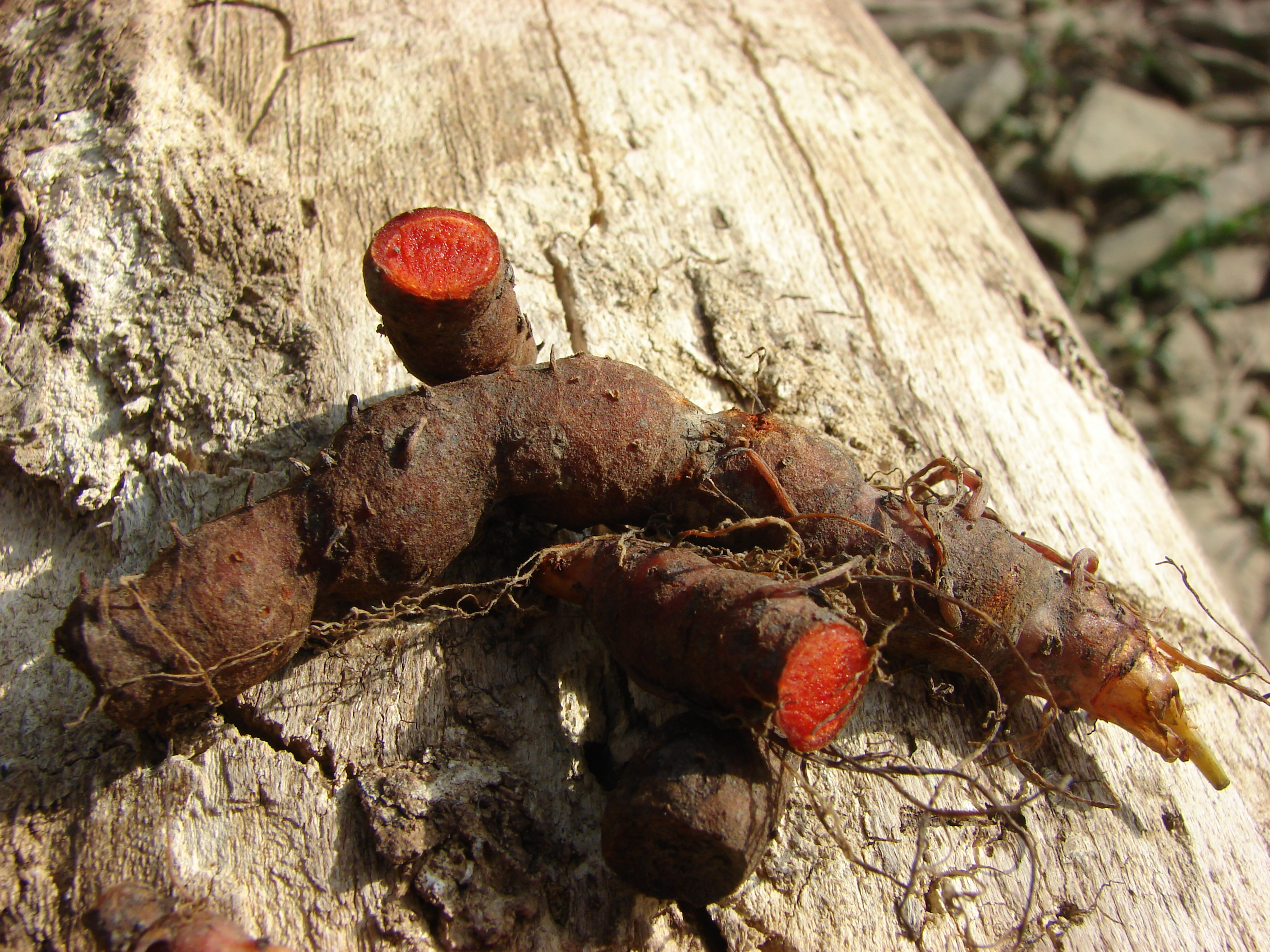
Raíz

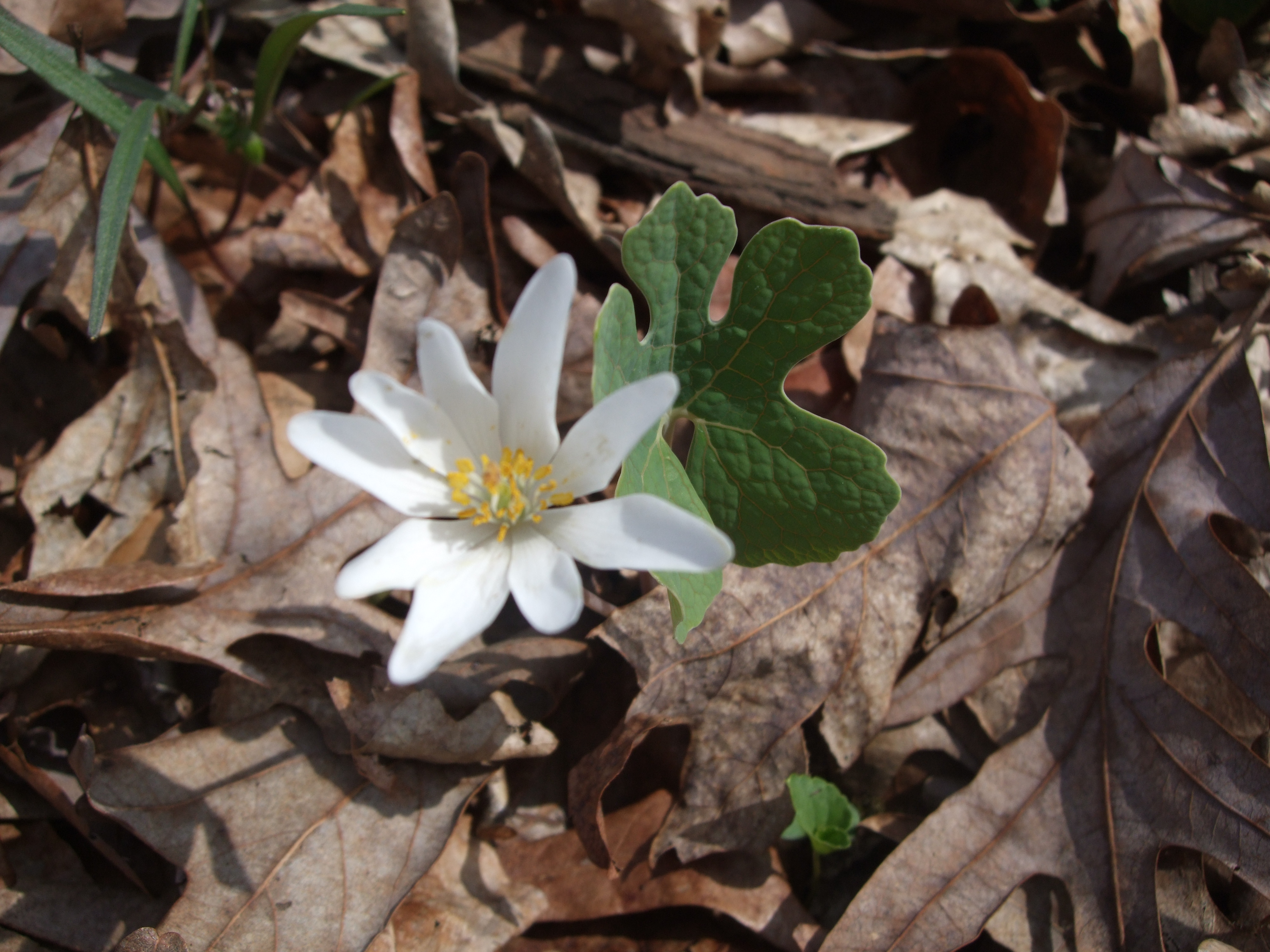
En su hábitat

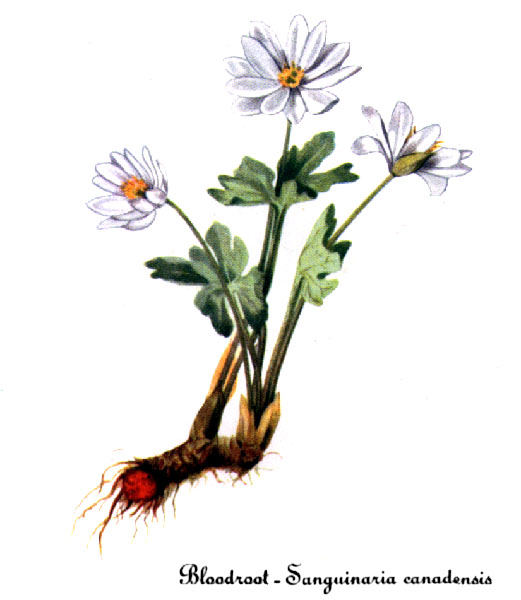
Ilustración

## Descripción
Especie variable que alcanza un tamaño de 20-50 centímetros de altura, normalmente con una gran vaina de características basales, una hoja multilobulada de hasta 12 centímetros de diámetro. Tiene un rizoma en un color naranja , que crece superficialmente debajo o en la superficie del suelo. Durante muchos años de crecimiento, la ramificación de los rizomas puede convertirse en una gran colonia. Las plantas comienzan a florecer antes de que el follaje se desarrolle a principios de la primavera y después de la floración las hojas se expanden a su tamaño completo.
Las flores se producen a partir de marzo a mayo, con 8-12 pétalos blancos delicados y materiales de reproducción de color amarillo. Las flores aparecen sobre juntando las hojas mientras florece. Las flores son polinizadas por abejas pequeñas y las moscas, las semillas se desarrollan en las vainas verdes alargados 40 a 60 mm de longitud y maduran antes de que el follaje se mantenga latente. Las semillas tienen forma redonda y cuando están maduras son de color negro a naranja-rojo en color.

## Propiedades

### Principios activos
Contiene alcaloides, especialmente en el rizoma (4-7%). El componente principal es la sanguinarina (50%), acompañada de derivados del mismo tipo: queleritrina (25%), sanguilutina, sanguirubina, quelirubina, quelilutina y otros alcaloides isoquinoleínicos.

### Indicaciones
Las raíces tienen efecto expectorante, laxante, emenagogo, narcótico, afrodisíaco, tónico, estimulante, sedante, estornutatorio, vermífugo. La sanguinarina tiene propiedades de antimicrobiano, antifúngico y antiinflamatorio. El cloruro de sanguinarina se usa en enjuagues de boca y en dentífricos, se fija a la placa bacteriana inhibiendo un 98% de las bacterias.

## Planta colorante
La sanguinaria es un popular tinte natural rojo usado por los artistas nativo-americanos , especialmente entre los tejedores de cañas del sudeste. La savia de la raíz (cuando se corta) fue utilizada como colorante. Una rotura en la superficie de la planta, especialmente de las raíces, revela una savia de color rojizo.

## Taxonomía
S. canadensis fue descrita por Carlos Linneo y publicado en Species Plantarum 1: 505. 1753.
Etimología
Sanguinaria: nombre genérico significa de sangre, en referencia a su látex rojo.
canadensis: epíteto geográfico que alude a su localización en Canadá.
Sinónimos
- Belharnosia canadensis (L.) Nieuwland, Amer. Midl. Naturalist 3: 350. 1914.
- Belharnosia mesochora (Greene) Nieuwland
- Sanguinaria acaulis Moench
- Sanguinaria australis Greene
- Sanguinaria dilleniana Greene, Fl. Amer. Sept. (Pursh) 2: 366. 1814.
- Sanguinaria grandiflora Rosc.
- Sanguinaria major Dill.
- Sanguinaria mesochora Greene
- Sanguinaria rotundifolia Greene
- Sanguinaria stenopetala Steudel
- Sanguinaria vernalis Salisbury
- Sanguinaria virginiana Gaertn[7]

## Nombre común
- turmeric[8]